# Tiaris
Tiaris là một chi chim trong họ Thraupidae.